# Аксбридж (Массачусетс)
Аксбридж (англ. Uxbridge) — місто (англ. town) в США, в окрузі Вустер штату Массачусетс. Населення — 14 162 особи (2020). У цьому місті вперше проголосувала жінка, Лідія Тафт, це відбулося 1756 року. Це місто було одним з перших центрів текстильної промисловості. Нині місто займає місце у центрі національного парку «Блекстон», що в долині однойменної річки.

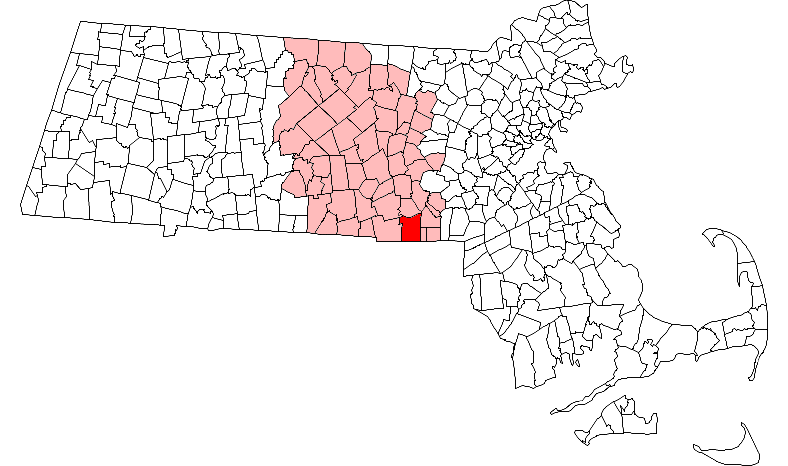
Аксбридж у штаті Массачусетс

## Географія

### Клімат
| Клімат : Аксбрідж     | Клімат : Аксбрідж | Клімат : Аксбрідж | Клімат : Аксбрідж | Клімат : Аксбрідж | Клімат : Аксбрідж | Клімат : Аксбрідж | Клімат : Аксбрідж | Клімат : Аксбрідж | Клімат : Аксбрідж | Клімат : Аксбрідж | Клімат : Аксбрідж | Клімат : Аксбрідж | Клімат : Аксбрідж |
| Показник              | Січ.              | Лют.              | Бер.              | Квіт.             | Трав.             | Черв.             | Лип.              | Серп.             | Вер.              | Жовт.             | Лист.             | Груд.             | Рік               |
| Середній максимум, °C | 2,8               | 4,4               | 9,4               | 15,0              | 21,1              | 26,1              | 28,9              | 27,8              | 23,9              | 17,8              | 11,7              | 5,6               | 16,3              |
| Середній мінімум, °C  | −10,6             | −8,9              | −2,8              | 2,8               | 8,3               | 12,8              | 15,6              | 15,0              | 9,4               | 2,8               | −1,1              | −6,7              | 3,1               |
| Норма опадів, мм      | 91                | 84                | 104               | 99                | 109               | 91                | 94                | 104               | 104               | 104               | 114               | 102               | 1201              |
| --------------------- | ----------------- | ----------------- | ----------------- | ----------------- | ----------------- | ----------------- | ----------------- | ----------------- | ----------------- | ----------------- | ----------------- | ----------------- | ----------------- |
| Джерело: Weather.com  |                   |                   |                   |                   |                   |                   |                   |                   |                   |                   |                   |                   |                   |

## Демографія

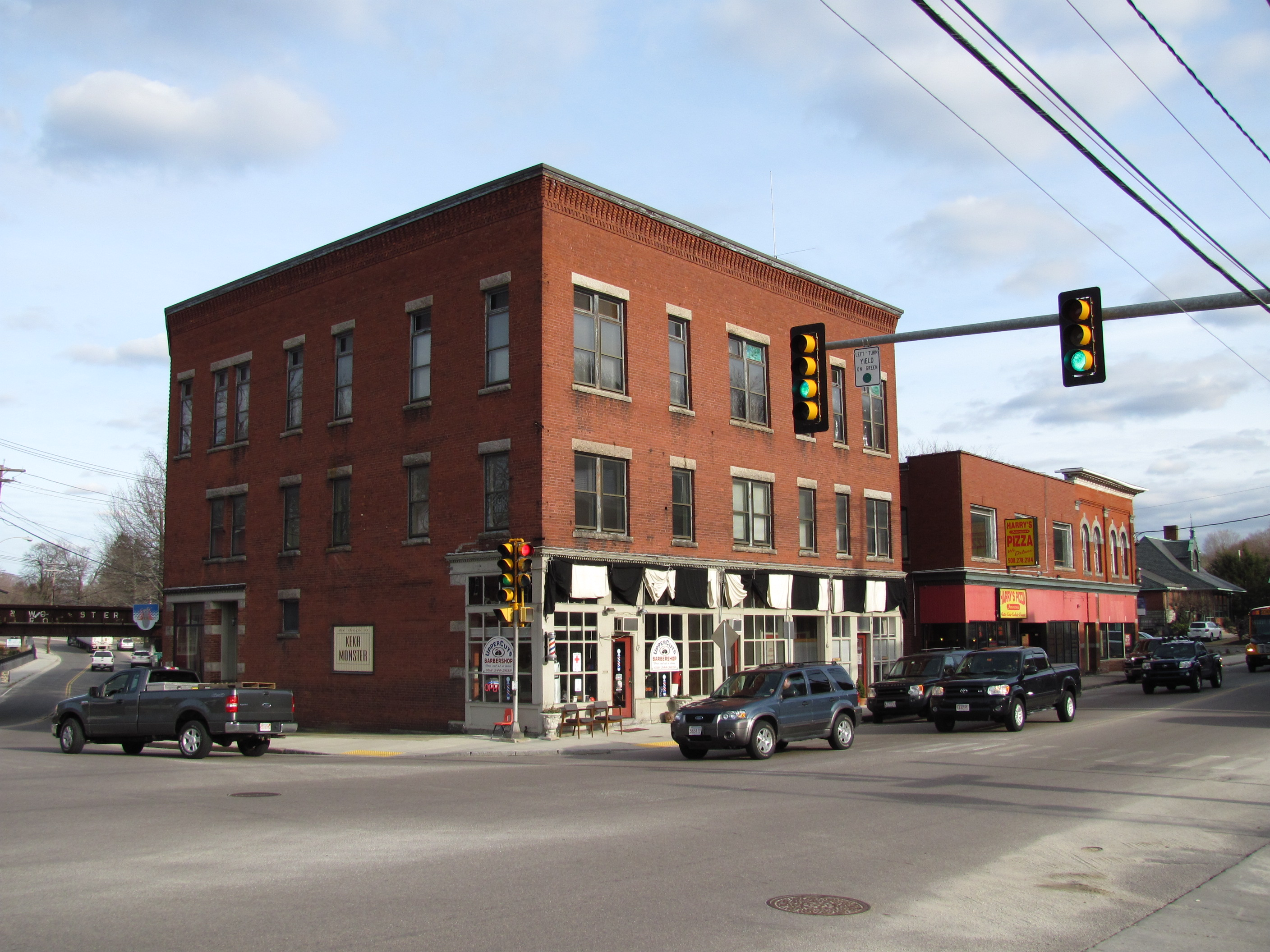
«Тафт Брати блоку», Аксбридж

Згідно з переписом 2010 року, у місті мешкало 13 457 осіб у 5056 домогосподарствах у складі 3697 родин. Було 5302 помешкання
Расовий склад населення:
| - 96,1 % — білих - 1,0 % — азіатів - 0,8 % — чорних або афроамериканців - 0,1 % — корінних американців |

До двох чи більше рас належало 1,4 %. Частка іспаномовних становила 1,9 % від усіх жителів.
За віковим діапазоном населення розподілялося таким чином: 24,3 % — особи молодші 18 років, 63,3 % — особи у віці 18—64 років, 12,4 % — особи у віці 65 років та старші. Медіана віку мешканця становила 41,3 року. На 100 осіб жіночої статі у місті припадало 99,4 чоловіків; на 100 жінок у віці від 18 років та старших — 96,7 чоловіків також старших 18 років.
Середній дохід на одне домашнє господарство становив 101 455 доларів США (медіана — 94 656), а середній дохід на одну сім'ю — 111 352 долари (медіана — 101 152). Медіана доходів становила 60 691 долар для чоловіків та 56 332 долари для жінок. За межею бідності перебувало 8,3 % осіб, у тому числі 13,3 % дітей у віці до 18 років та 6,1 % осіб у віці 65 років та старших.
Цивільне працевлаштоване населення становило 7480 осіб. Основні галузі зайнятості: освіта, охорона здоров'я та соціальна допомога — 22,2 %, виробництво — 17,5 %, роздрібна торгівля — 12,5 %, науковці, спеціалісти, менеджери — 10,8 %.